# Winchester (condado de Vilas, Wisconsin)
Winchester es un pueblo ubicado en el condado de Vilas en el estado estadounidense de Wisconsin. En el Censo de 2010 tenía una población de 383 habitantes y una densidad poblacional de 2,73 personas por km².

## Geografía
Winchester se encuentra ubicado en las coordenadas 46°13′33″N 89°52′37″O / 46.22583, -89.87694. Según la Oficina del Censo de los Estados Unidos, Winchester tiene una superficie total de 140.4 km², de la cual 121.14 km² corresponden a tierra firme y (13.71%) 19.25 km² es agua.

## Demografía
Según el censo de 2010, había 383 personas residiendo en Winchester. La densidad de población era de 2,73 hab./km². De los 383 habitantes, Winchester estaba compuesto por el 97.91% blancos, el 0.26% eran afroamericanos, el 0.26% eran amerindios, el 0.52% eran asiáticos, el 0% eran isleños del Pacífico, el 0% eran de otras razas y el 1.04% pertenecían a dos o más razas. Del total de la población el 0.78% eran hispanos o latinos de cualquier raza.